# Владо Георгиев
Владимир (Владо) Георгиев (на сръбски: Владо Георгиев) е сръбски музикант певец, инструменталист, композитор и продуцент.

## Биография
Роден е на 6 юни 1976 г. в Дубровник, в семейството на Борка и Драголюб Георгиеви. Майка му е сръбкиня от Сараево а баща му българин от Цариброд. По-късно семейството се мести в Херцег Нови, където Георгиев израства. От шестнадесетгодишен живее в Белград.

## Албуми
Владо Георгиев е издал три албума.
- Навика (2001 г.)
- Жена без имена (2003 г.)
- Даљина (2013 г.)